# Велике Зерцало
Велике Зерцало — збірка повчальних оповідань, притч, анекдотів, запозичених із західноєвропейської житійної літератури, апокрифів і фольклору. 1481 в Нідерландах здійснено перше латиномовне видання Великого Зерцала, укладене невідомим автором для потреб церковних проповідників. Існують деякі інші пам'ятки такого типу, наприклад, «Римські історії». До збірки входило близько сотні окремих матеріалів. Збірник активно використовувався і перероблявся єзуїтами. На початку 17 століття його переклав польський єзуїт Симон Висоцький (є дані, що він нібито був греко-католиком). 
Третє, краківське видання Великого Зерцала (1633) містило 1917 оповідань й здобуло особливу популярність в Україні та Білорусі, відоме також у рукописних копіях та перекладах українською мовою. 1677 за указом московського царя Федора Олексійовича збірку переклали церковнослов'янською мовою, ймовірно, українські перекладачі. У ньому викривалися та висміювалися людські вади й гріхи (пияцтво, жадібність, пиха, лицемірство та ін.). Матеріали Великого Зерцала активно використовували українські письменники й проповідники, наприклад, I.Галятовський, А.Радивиловський; вони жили в усній народній творчості, а в Росії — і в лубочній літературі 17 — 1-й пол. 19 століття. У Західній Європі Велике Зерцало справило значний вплив на літературу не тільки 15–18 ст., а й пізнішого часу.